# Petricor

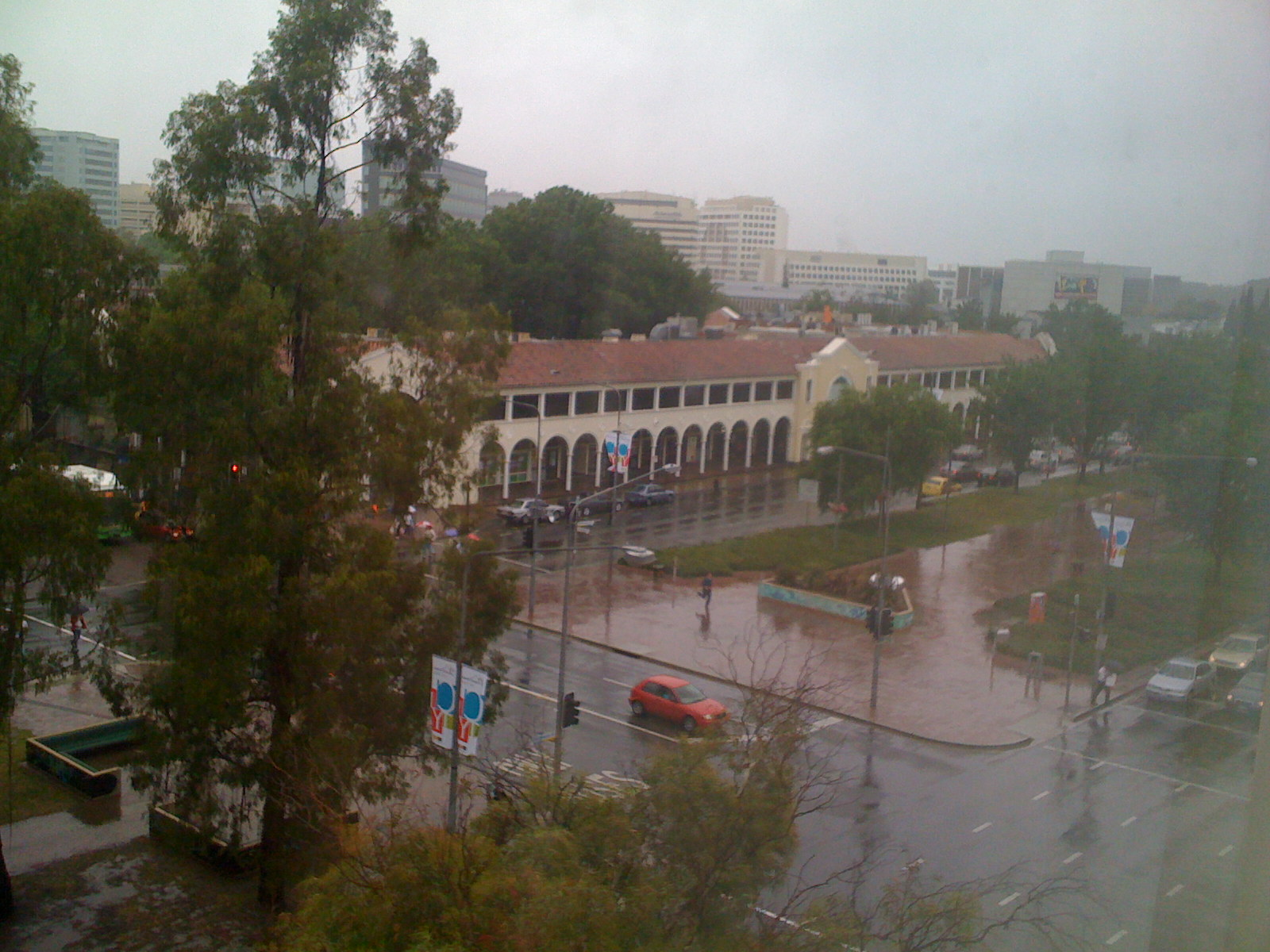
Camberra, Austrália, em um dia chuvoso

Petricor (em grego: πέτρᾱ; romaniz.: pétrā, trad.: "pedra" + em grego: ἰχώρ; romaniz.: ichṓr; trad.: "fluido etéreo", "sangue dos deuses") é o aroma que a chuva provoca ao cair em solo seco.
O termo foi criado em 1964 por dois pesquisadores australianos, Bear e Thomas, para um artigo na revista Nature. No artigo, os autores descrevem como o aroma deriva de um óleo produzido por certas plantas durante períodos de seca, que é então absorvido pela terra e por pedras argilosas. Durante a chuva, o óleo desprende-se no ar juntamente com outro composto, a geosmina, produzindo um cheiro característico. Em uma continuação do artigo publicada em 1965, Bear e Thomas demonstraram que o óleo retarda a germinação de sementes e a fase de crescimento inicial das plantas.

## Mecanismo

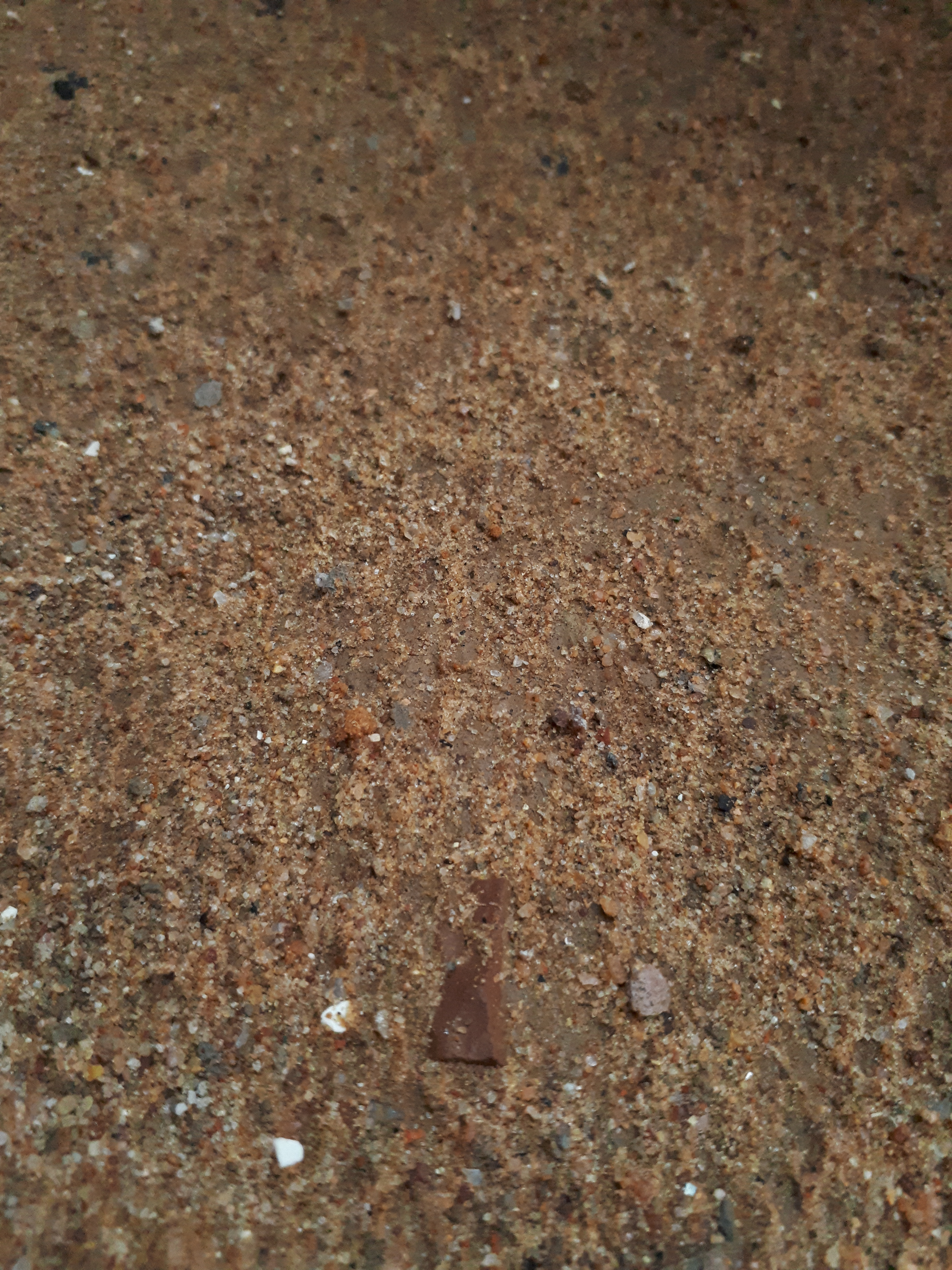
Solo arenoso recentemente molhado por chuva.

Ainda em 2015 cientistas do Instituto de Tecnologia de Massachusetts (MIT) utilizaram câmeras com capacidade de gravar em alta velocidade para entender melhor como o odor é liberado quando pequenas gotículas de água colidem com argila, argila arenosa, e franco-arenosa a geração de aerossóis é observada. Como descrito no estudo de Joung e Buie, as partículas normais de água da chuva tem cerca de 1-3 mm de diâmetro, e a forma dessas partículas não é sempre esférica; quando as partículas caem no solo com uma velocidade consistente de uma chuva leve, bolhas de ar que estavam presas dentro da bolha aparecem dentro da gotícula, quando a bolha estoura múltiplos jatos minúsculos de ordem de dezenas de micrômetros de diâmetro são ejetados do solo. As bolhas então explodem em um gás, produzindo gotículas líquidas extremamente finas que ficam suspensas no ar como o aerossol de um perfume.
O nariz humano é extremamente sensível à geosmina e é capaz de detectá-la em concentrações tão baixas quanto 400 partes por trilhão. Alguns cientistas acreditam que os humanos apreciam o cheiro da chuva porque os ancestrais podem ter dependido do tempo chuvoso para sobreviver.